# Peque
Peque és un municipi de la província de Zamora a la comunitat autònoma de Castella i Lleó. El 2023 tenia 129 habitants.